# Ursenbach (Schriesheim)
Ursenbach ist ein Dorf im Odenwald mit etwa 160 Einwohnern, das seit 1973 zur Stadt Schriesheim gehört und liegt etwa acht Kilometer von Schriesheim entfernt zwischen Weinheim-Rippenweier und Altenbach im Odenwald.

## Geschichte
Ursenbach wurde von den Herren von Hirschberg-Strahlenberg gegründet und erstmals 1316 als „Orsenbach“ urkundlich erwähnt. Ursenbach gehörte zunächst zur Kurpfalz und 1803 zu Baden. Der Ort wurde im Rahmen der großen Gemeindereform am 1. Januar 1973 in die Stadt Schriesheim eingemeindet. Ursprünglicher Haupterwerbszweig war die Landwirtschaft, heute ist sie nur noch Nebenerwerb.
Die Blasonierung des Wappens lautet: In Rot ein schreitender silberner Ochse, über dessen Rücken eine fünfendige goldene Hirschstange schwebt. Es geht zurück auf ein Gerichtssiegel aus dem Jahr 1623. Es zeigt die Hirschstange der Herren von Hirschberg-Strahlenberg und verweist mit dem Ochsen „redend“ auf den Ortsnamen, der sich vermutlich von Ur oder Auerochse herleitet.
Berühmtester Bürger Ursenbachs war Helmut Fath (* 24. Mai 1929; † 19. Juni 1993), zweifacher Motorrad-Weltmeister in der Gespann-Klasse.

## Klima
Das Klima in Ursenbach ist mit einer Jahrestemperatur von 7,5 °C deutlich kühler als in der nur 6 km entfernten Bergstraße im Schnitt 3 °C. Auch die Niederschlagsmenge von 1065 mm ist deutlich höher. Die 50 Schneetage und die Schneehöhen die auch 50 cm erreichen können, sind viel höher.
| Monatliche Durchschnittstemperaturen und -niederschläge für Ursenbach (450 m) \| \| Jan \| Feb \| Mär \| Apr \| Mai \| Jun \| Jul \| Aug \| Sep \| Okt \| Nov \| Dez \| \| \| \| Temperatur (°C) \| −1,5 \| −0,2 \| 3,2 \| 7,2 \| 11,7 \| 14,9 \| 16,8 \| 16,1 \| 12,6 \| 7,7 \| 2,5 \| −0,5 \| Ø \| 7,5 \| \| Niederschlag (mm) \| 87 \| 75 \| 87 \| 82 \| 102 \| 109 \| 98 \| 87 \| 69 \| 82 \| 93 \| 94 \| Σ \| 1065 \| |      |      |     |     |      |      |      |      |      |     |     |      |   |      |
| | Jan  | Feb  | Mär | Apr | Mai  | Jun  | Jul  | Aug  | Sep  | Okt | Nov | Dez  |   |      |
| Temperatur (°C) | −1,5 | −0,2 | 3,2 | 7,2 | 11,7 | 14,9 | 16,8 | 16,1 | 12,6 | 7,7 | 2,5 | −0,5 | Ø | 7,5  |
| Niederschlag (mm) | 87   | 75   | 87  | 82  | 102  | 109  | 98   | 87   | 69   | 82  | 93  | 94   | Σ | 1065 |